# Мајкл Марфи
Мајкл Џорџ Марфи (енгл. Michael George Murphy; рођен у Лос Анђелесу, Калифорнија, 5. мај 1938), амерички је позоришни, филмски и ТВ глумац.
Најпознатији је по улогама у филмовима Роберта Алтмана. 
Његова филмска каријера укључује наслове као што су  Менхетн (1979), Година опасног живљења (1982), Салвадор (1986), Шокер (1989), Повратак Бетмена (1992), Јуче не постоји (1994), Магнолија (1999), Икс-мен 3: Последње упориште (2006), Напад на Белу кућу (2013) и још много тога.